# Gaffelaar
Een Gaffelaar of Gaffelschuit (Gaffelaer, Gaffelschuyt) is een voorloper van de tjalk, en had veel overeenkomst met de Friese palingaken. Zij was rond van bouw en zwaar uitgevoerd met veel zeeg. Er zijn twee plaatsen waar de gaffelaar voor kwam: Brabant/Zeeland en Overijssel.

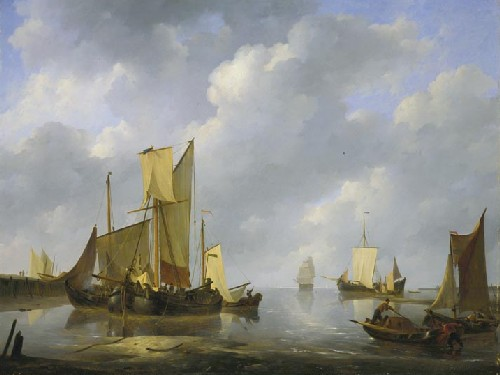
Johannes Christiaan Schotel - Een stille rede met een Zwartewaalse gaffelaar, 1822

De zeilvoering was eerst met het spriet of smakzeil, later werd dit het : staand gaffeltuig als grootzeil, en verder stagfok, kluiver en jager, aan het achterste mastje werd alleen een kleine bezaan gevoerd.

## Brabant/Zeeland
De Gaffelaar werd ook wel Brabants beurtschip genoemd. Het werd als beurtschip gebruikt op de Brabantse binnenwateren, maar ook als vissersschip maar dan met name op de Zeeuwse wateren. Na de invoering uit Frankrijk van de vissloep in 1817 was het vlug gedaan met de gaffelschuiten.

## Voorne Putten
De Zwartewaalse gaffelaar werd met name gebruikt voor de hoekwant- of beugvisserij.
De Gaffelaar op het hier getoonde schilderij uit de 19e eeuw toont dat de gaffelaar ook getuigd kon worden met een topzeil in de grote mast.